# Double Dutch

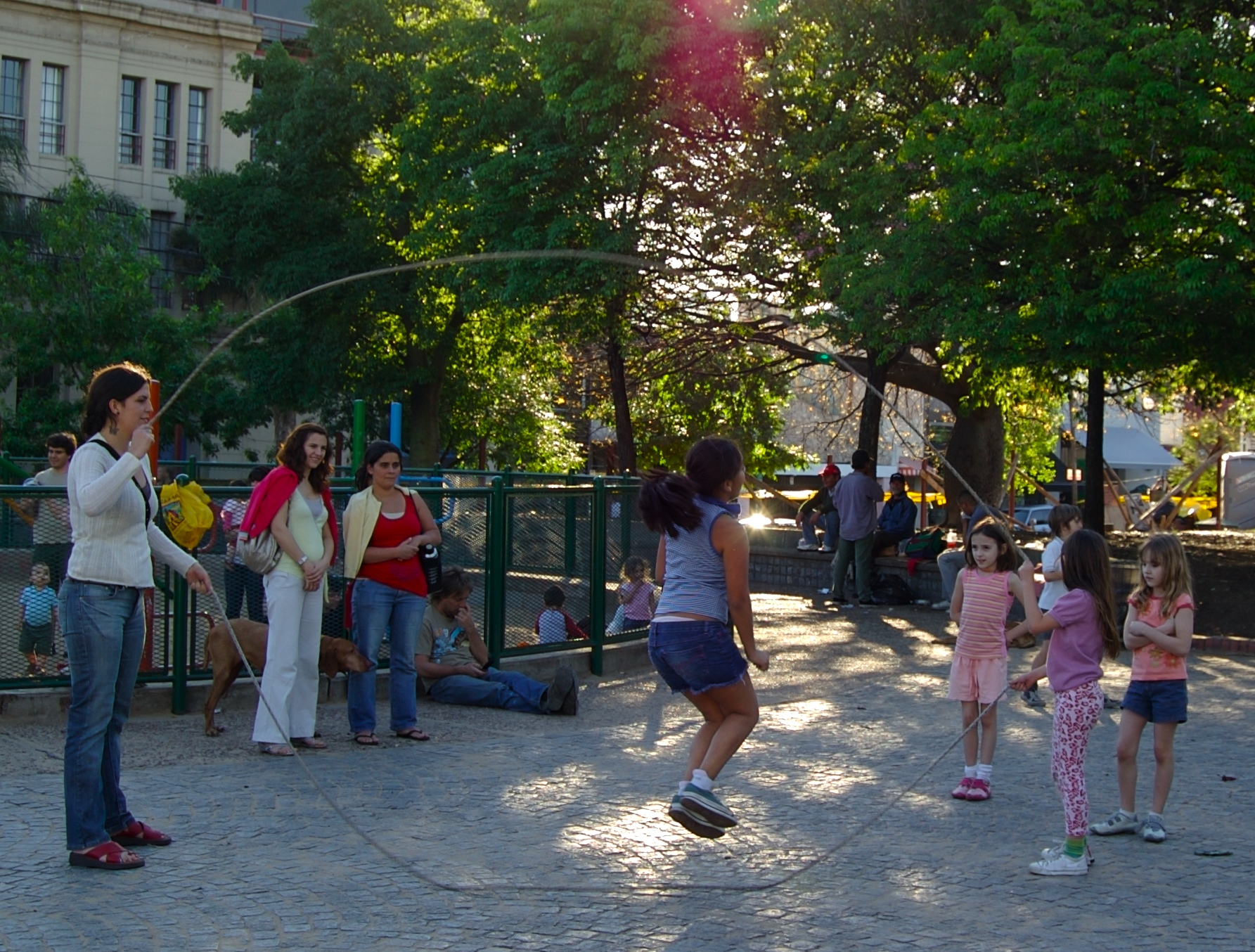

Double Dutch – sport uliczny wywodzący się z kultury hip-hopu. Osoba skacząca przez 2 skakanki (pot. kręconki) może wykonywać figury zawierające elementy tańca, gimnastyki, i breakdance'u. Do zabawy potrzebne są minimum 3 osoby - jedna skacząca i dwie kręcące. Potrzebne są również dwie ok. pięciometrowe skakanki. 
W takich krajach jak Japonia lub Ameryka odbywają się zawody Double Dutch. Są tam trzy dyscypliny:
- Skoki na jednej nodze. W tej konkurencji trzeba wykonać jak najdokładniej kilka figur np. skakanie na jednej nodze.

- Skoki na szybkość. Polega to na wykonania jak największej liczby skoków w wyznaczonym czasie.

- Free Style. W tej konkurencji drużyna ma za zdanie pokazać bardzo dużą liczbę sztuczek przy użyciu skakanki.

Double Dutch jest elementem fabuły filmu Disney Channel pt. Jump In! (2007). 
15 stycznia 2007, w ramach obchodów Dnia Martina Luthera Kinga, logo firmy Google na stronie wyszukiwarki firmy zawierało grafikę przedstawiającą dzieci bawiące się w Double Dutch. Wspólna zabawa dzieci o różnych kolorach skóry nawiązywała do sprzeciwiającego się segregacji rasowej przemówienia "I Have a Dream" z 1963 roku.